# Alfred de Surian
Pour les autres membres de la famille, voir Famille Surian.
Pour les articles homonymes, voir Surian.
Thomas-Joseph-Marie-Alfred de Surian-Bras (7 août 1804, Marseille - 11 mai 1863, Marseille), est un avocat, collectionneur et homme politique français.

## Biographie
Alfred de Surian est le fils de Jean-Baptiste Joachim de Surian-Bras, préposé en chef de l'octroi de Marseille, et de Marie-Antoinette Le Vacher. Parent de Mgr Jean-Baptiste Surian et arrière petit-fils de Joachim de Surian, premier échevin de Marseille, il est le beau-frère d'Eugène-Anne-Adolphe de Boyer de Castanet de Tauriac et épouse Marie-Angèle de Paul, petite-fille du collectionneur d'art Guillaume de Paul. Il est l'oncle du maire Antoine de Jessé-Charleval et du général Alphonse de Jessé, et le grand-oncle de Gustave de Surian.
Avocat et propriétaire à Marseille, il est élu, le 2 mars 1839, député du 3e collège des Bouches-du-Rhône (Marseille). Réélu, le 9 juillet 1842, il siège dans l'opposition légitimiste, auprès de Berryer, et vote pour les incompatibilités, pour l'adjonction des capacités, contre la dotation du duc de Nemours, contre les fortifications de Paris et contre l'indemnité Pritchard. 
Rentré dans la vie privée aux élections de 1846, il ne fait pas partie d'autres assemblées.
Il est conseiller municipal de Marseille.
Collectionneur d'art, il est président de la Société artistique des Bouches-du-Rhône et élu membre de l'Académie de Marseille le 18 avril 1861.

## Sources
- « Alfred de Surian », dans Adolphe Robert et Gaston Cougny, Dictionnaire des parlementaires français, Edgar Bourloton, 1889-1891 [détail de l’édition]